# Họ Cá mắt thùng
Họ Cá mắt thùng (danh pháp khoa học: Opisthoproctidae) là một họ cá sống ở vùng biển sâu, trong khu vực ôn đới và nhiệt đới thuộc Đại Tây Dương, Thái Bình Dương và Ấn Độ Dương.
Tên khoa học của họ Opisthoproctidae có nguồn gốc từ tiếng Hy Lạp opisthe ("sau") và proktos ("hậu môn").
Loài cá này có cơ thể dài chừng 15 cm, đôi mắt hình ống của chúng có thể hấp thu được ánh sáng ở độ sâu lên tới 2.500m. Chúng có cái đầu trong suốt, mắt là hai khối cầu hình ống màu xanh lục nằm trên đỉnh đầu, bên trong khối chất lỏng trong suốt, đôi mắt hình ống có thể xoay tròn trong chiếc đầu trong suốt của mình, cho phép chúng có thể quan sát các hướng và kiếm mồi đôi mắt của cá cực kỳ nhạy sáng và chứa sắc tố màu xanh lục. Đây là một "vũ khí" vô cùng lợi hại giúp chúng có thể tồn tại dưới đáy biển sâu khi săn mồi và trốn kẻ thù.
Đôi mắt loài cá này còn có thể xoay được, cho phép chúng nhìn thẳng về phía trước hoặc nhìn lên phía trên để quan sát mọi thứ trên đỉnh đầu. Khi phát hiện ra con mồi, đôi mắt sẽ phát ra ánh sáng màu xanh lục, đồng thời cá đảo mắt lên và bơi đến mục tiêu để bắt. Cá mắt thùng ăn sứa và những con cá nhỏ. Sắc tố màu xanh trong mắt của chúng có thể lọc ánh sáng mặt trời chiếu trực tiếp từ mặt biển, giúp cá mắt thùng phát hiện sứa và những động vật khác bên trên đầu của nó. Khi phát hiện con mồi, cá mắt thùng sẽ xoay mắt về phía trước và bơi lên.

## Phân loại
Họ này gồm 19 loài trong 8 chi.
- Bathylychnops: 3 loài.
- Dolichopteroides: 1 loài.
- Dolichopteryx: 9 loài.
- Ioichthys: 1 loài.
- Macropinna: 1 loài.
- Opisthoproctus: 2 loài.
- Rhynchohyalus: 1 loài.
- Winteria: 1 loài.

## Đặc điểm
Các loài cá trong họ này nói chung là cá nhỏ, với chiều dài phổ biến từ 6–24 cm, trong đó Dolichopteryx minuscula ở Ấn Độ Dương-Thái Bình Dương chỉ dài 6 cm, nhưng loài Bathylychnops exilis ở đông Đại Tây Dương dài tới 50 cm. Chúng thường có đôi mắt to hình ống lồi ra, được bao bọc trong một vòm mô mềm trong suốt. Các mắt này nói chung hướng lên trên, nhưng cũng có thể hướng về phía trước.
Hình thái của họ Opisthoproctidae dao động giữa 3 dạng chính: các chi Opisthoproctus và Macropinna có hình thể to mập, thân sâu; các chi Dolichopteryx và Bathylychnops có hình thể thanh mảnh và thon dài; các dạng trung gian hình thoi thuộc về các chi Rhynchohyalus và Winteria.
Mắt của cá trong họ này có thủy tinh thể lớn và võng mạc chứa rất nhiều tế bào que và mật độ rhodopsin (sắc tố "tím thị giác") lớn; nhưng không có tế bào nón. Để phục vụ tốt hơn cho thị giác của chúng, cá mắt thùng có đầu to, trong suốt hình vòm; điều này có lẽ là để mắt có thể thu được nhiều ánh sáng chiếu tới và có lẽ để bảo vệ đôi mắt nhạy cảm trước các tế bào châm (thích ti bào) của các loài thủy tức Siphonophorae, mà người ta cho rằng bị chúng trộm cướp thức ăn. Nó cũng có thể có vai trò như là một thủy tinh thể phụ (được điều chỉnh theo bản năng hay bằng các cơ bên), hoặc để khúc xạ ánh sáng với chiết suất rất gần với nước biển. Nghiên cứu gần đây chỉ ra rằng Dolichopteryx longipes là loài động vật có xương sống duy nhất biết sử dụng các tinh thể phản xạ nhỏ xíu tương tự các tấm gương cũng như thủy tinh thể có trong mắt nó để tập trung hình ảnh.
Miệng không răng, nhỏ và ở chót, kết thúc ở cái mõm nhọn. Giống như các họ có quan hệ họ hàng gần (như Argentinidae), chúng có một cơ quan mang ngoài (epibranchial) phía sau cung mang thứ tư. Cơ quan này—tương tự như mề—bao gồm một túi thừa nhỏ trong đó các cào mang lồng vào và đan vào nhau phục vụ cho mục đích nghiền các loại thức ăn đã nuốt vào. Cơ thể phần lớn các loài có màu nâu sẫm, được che phủ bằng các vảy lớn, xếp đè lên nhau và có màu ánh bạc; nhưng không thấy có ở Dolichopteryx với cơ thể màu trắng trong suốt. Ở tất cả các loài một lượng thay đổi các tế bào hắc tố sẫm màu tô điểm cho mõm, mặt bụng và đường giữa.
Các loài thuộc Dolichopteryx, Opisthoproctus và Winteria có một loạt các cơ quan dạ quang; ở Dolichopteryx chúng nằm dọc theo phần bụng, còn ở Opisthoproctus thì chỉ là một cơ quan duy nhất dưới dạng túi trực tràng. Các cơ quan này phát ra ánh sáng yếu do sự hiện diện của các vi khuẩn lân quang sinh học cộng sinh; cụ thể là Photobacterium phosphoreum (họ Vibrionaceae). Bề mặt bụng của các loài Opisthoproctus có một đế phẳng và lồi ra; ở cá bụng gương (Opisthoproctus grimaldii) và cá mắt thùng Opisthoproctus soleatus thì cái đế này có thể có vai trò như một cái gương phản xạ, hướng ánh sáng phát ra xuống phía dưới. Các chủng của P. phosphoreum có trong 2 loài Opisthoproctusđã được cô lập và nuôi cấy trong phòng thí nghiệm. Bằng phân tích kỹ thuật RFLP (đa hình chiều dài đoạn cắt giới hạn), hai chủng này chỉ hơi khác nhau một chút.
Vây của tất các loài đều không có gai vây và khá nhỏ, tuy nhiên ở Dolichopteryx thì các vây ngực thuôn dài khá lớn và giống như cánh, với chiều dài lên tới nửa chiều dài thân, và dường như được dùng để duy trì vị trí trong cột nước. Ở tất cả các loài thì vây ức đều nằm thấp trên cơ thể, và ở một vài loài thì vây chậu nằm ở vị trí bụng-bên thay vì ở mặt bụng. Vài loài có vây béo ở mặt lưng hay mặt bụng, vây đuôi từ chẻ tới có khía. Vây hậu môn hoặc có hoặc bị suy giảm nhiều, và có thể không nhìn thấy ở bề ngoài; và nó là lộn ngược ở Opisthoproctus. Vây lưng có vị trí bắt đầu ở ngay phía trên hoặc hơi dịch về trước một chút so với vị trí của vây hậu môn ở bụng. Có một bướu có thể nhận thấy ở lưng, bắt đầu ngay phía sau đầu. Bong bóng không có ở phần lớn các loài, và đường bên không đứt đoạn. Số lượng tia xương màng mang hàm dưới (branchiostegal) là 2–4.

## Vòng đời
Cá mắt thùng sinh sống ở độ sâu vừa phải, từ vùng biển khơi giữa tới vùng biển sâu, khoảng 400–2.500 m. Người ta cho rằng chúng sống đơn độc và không tham gia vào di cư theo chiều thẳng đứng mỗi ngày; thay vì thế chúng chỉ sống ở dộ sâu ngay phía dưới giới hạn chiếu xuyên xuống của ánh sáng mặt trời và sử dụng đôi mắt hình ống lồi ra hướng lên trên và nhạy cảm của mình—đã thích nghi cho thị giác hai mắt được tăng cường được trả giá bằng khiếm khuyết của thị giác bên—để thám sát vùng nước phía trên. Một lượng lớn tế bào que trong võng mạc mắt giúp chúng phân giải hình bóng các vật thể phía trên đầu trong ánh sáng mờ nhạt của môi trường xung quanh cũng như để phân biệt chính xác ánh sáng lân quang sinh học với ánh sáng tự nhiên từ môi trường, và thị giác hai mắt của chúng cho phép các loài cá này theo dõi và lao vào các động vật phiêu sinh nhỏ như thủy tức, động vật chân kiếm cũng như các loại động vật giáp xác biển khơi khác một cách chính xác. Sự phân bố của một số loài trùng khớp với các lớp đẳng mặn và đẳng nhiệt của đại dương; chẳng hạn, giới hạn phân bố trên của Opisthoproctus soleatus trùng với đường đẳng nhiệt 8 °C ở độ sâu 400-m.
Những gì ít ỏi mà người ta biết về sinh sản của cá mắt thùng chỉ ra rằng chúng là cá đẻ trứng biển khơi; nghĩa là trứng và tinh trùng được phóng ra hàng loạt ngay vào nước. Trứng được thụ tinh trôi nổi theo dòng nước; ấu trùng và cá bột trôi dạt theo dòng nước—có lẽ ở các độ sâu gần bề mặt hơn so với cá trưởng thành—và sau khi biến thái thành cá trưởng thành thì chúng chui xuống các độ sâu lớn hơn. Các loài Dolichopteryx đáng chú ý vì các đặc trưng duy trì nhi tính của chúng, kết quả của duy trì tính trạng ấu nhi (sự duy trì các đặc trưng của ấu trùng).
Các cơ quan lân quang sinh học của Dolichopteryx và Opisthoproctus, cùng với "đế" phản xạ của các loài chi sau, có thể có vai trò như lớp ngụy trang dưới dạng chống chiếu sáng. Chiến lược phòng tránh kẻ thù này bao gồm việc sử dụng ánh sáng từ bụng để phá vỡ hình bóng cá, sao cho chúng hòa lẫn với ánh sáng môi trường xung quanh khi nhìn từ phía dưới lên. Chống chiếu sáng cũng được ghi nhận ở một vài họ cá biển sâu khác không có quan hệ họ hàng gì với cá mắt thùng, bao gồm các họ Sternoptychidae, Giganturidae, Stylephoridae.

## Hình ảnh

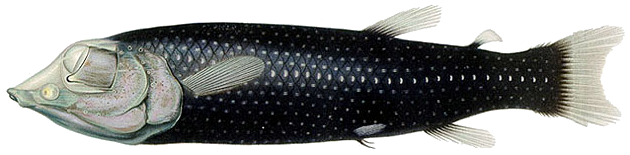
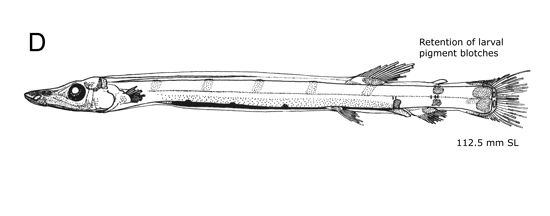
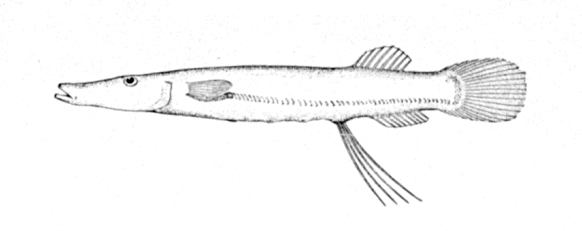
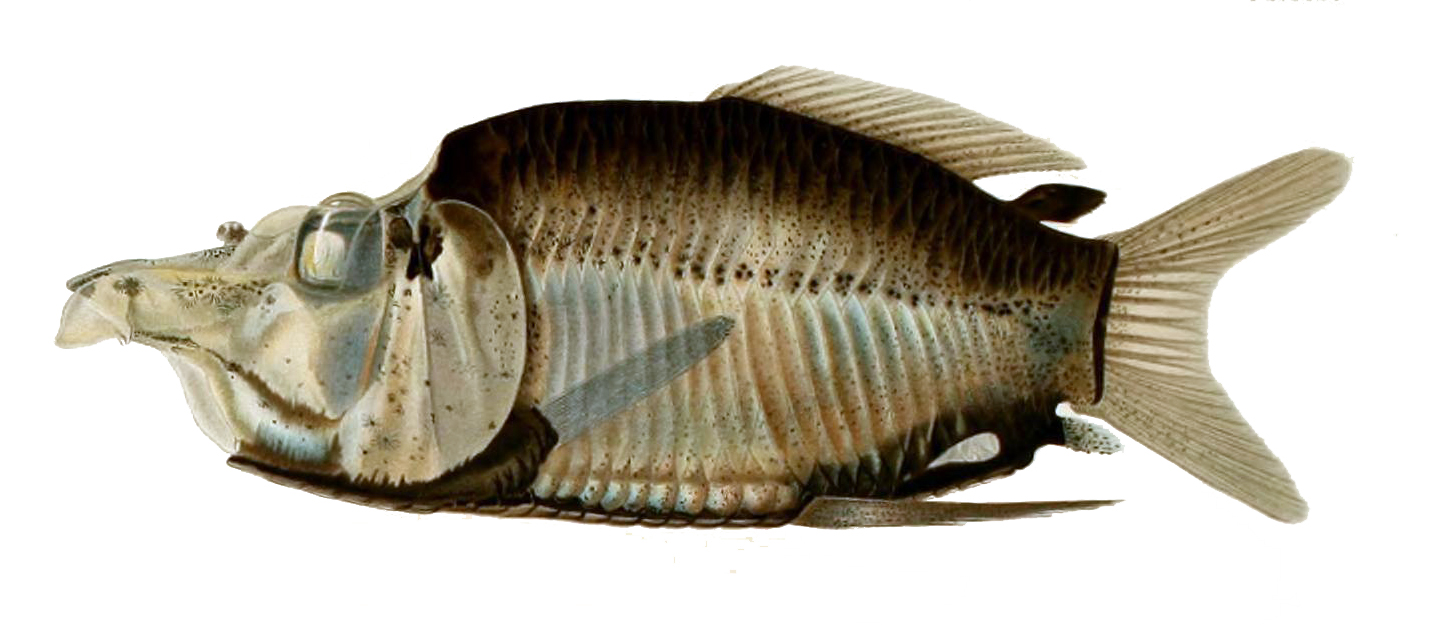